# 无毛叶风毛菊
无毛叶风毛菊（学名：Saussurea glabrata），为菊科风毛菊属下的一个种。

## 扩展阅读
維基物種上的相關：无毛叶风毛菊